# Джоель Макгейл
Джоел Едвард Макгейл (англ. Joel Edward McHale нар. 20 листопада 1971, Рим, Італія) — американський комік, актор, письменник, телевізійний продюсер і телеведучий. Його найвідовішим телепроєктом стала програма «The Soup», де Джоель виступає як ведучий, та телесеріал «Спільнота» на NBC, в якій він виконує роль Джефа Вінґера. Також він озвучив персонажа Еліота в мультфільмі «Сезон полювання — 2» та з'явився в таких художніх фільмах, як «Людина-павук 2», «Діти шпигунів 4D» та «Третій зайвий».

## Біографія
Макгейл, середній з трьох братів, народився в Римі 20 листопада 1971 року. Його мати, Лорі, з Ванкувера (Британська Колумбія), а батько, Джек, з Чикаго. Макгейл і його брати народилися в Римі, тому що їх батько працював у Римському центрі університету Лойола в Чикаго. Він виріс в районі Сієтла, закінчивши Mercer Island High School в 1991 році. Також він відвідував у Молодіжний театр Північно-Заходу (англ. Youth Theatre Northwest).
Джоель Макгейл отримав ступінь бакалавра з історії у Вашингтонському університеті в 1995 році. Під час навчання у Вашингтонському університеті Макхейл був членом братства Theta Chi «протягом трьох жахливих місяців». В той час він був прийнятий в команду з веслування, а пізніше увійшов в футбольну команду і грав там протягом двох років. Макгейл отримав магістра вільних мистецтв від Програми професійної підготовки акторів в університеті штату Вашингтон.

## Кар'єра
Спочатку Джоель Макгейл отримував невеликі ролі в телесеріалах (серед них: «Мисливиця», «Вілл і Грейс», «C. S. I.: Маямі»). До цього часу він також встиг знятися у фільмі «Людина-павук 2» в невеликій ролі банківського менеджера. Пізніше він знявся ще в декількох епізодичних ролях у фільмах «Королі Догтауна», «У Міні це в перший раз» і «Цибулеві новини». У 2008 році Макгейл крім всього озвучив оленя Еліота в анімаційному фільмі «Сезон полювання 2». Пізніше актор отримав провідні ролі в декількох фільмах, серед яких: «Інформатор» Стівена Содерберга і «Діти шпигунів 4D» Роберта Родрігеса. Втім, найбільшу популярність Макгейлу принесла головна роль у комедійному телесеріалі «Спільнота».

## Особисте життя
Джоель Макгейл одружився з Сарою Вільямс у 1996 році. У них двоє синів: Едвард Рой (нар. 2005) і Айзек Гейден (нар. 2008). Сім'я проживає на Голлівудських пагорбах.

## Фільмографія

### Фільми
| Рік  |    | Українська назва                        | Оригінальна назва                           | Роль                   |
| ---- | -- | --------------------------------------- | ------------------------------------------- | ---------------------- |
| 2004 | ф  | Людина-павук 2                          | Spider-Man 2                                | містер Джекс           |
| 2005 | ф  | Королі Догтауна                         | Lords of Dogtown                            | телерепортер           |
| 2006 | ф  | У Міні це вперше                        | Mini's First Time                           | господар               |
| 2008 | ф  | Цибулеві новини                         | The Onion Movie                             | офісний працівник      |
| 2008 | мф | Сезон полювання 2                       | Open Season 2                               | Еліот (озвучка)        |
| 2009 | ф  | Інформатор                              | The Informant!                              | Роберт Гірндон         |
| 2011 | ф  | Діти шпигунів 4D                        | Spy Kids: All the Time in the World         | Вілбур Вілсон          |
| 2011 | ф  | Скільки у тебе?                         | What's Your Number?                         | Роджер                 |
| 2011 | ф  | Великий рік                             | The Big Year                                | Баррі Луміс            |
| 2012 | ф  | Третій зайвий                           | Ted                                         | Рекс                   |
| 2014 | ф  | Змішані                                 | Blended                                     | Марк                   |
| 2014 | ф  | Визволи нас від зла                     | Deliver Us from Evil                        | Батлер                 |
| 2018 | ф  | Нація убивць                            | Assassination Nation                        | Нік                    |
| 2018 | ф  |                                         | Futile and Stupid Gesture                   | Чеві Чейз              |
| 2018 | ф  | Іграшки для дорослих                    | The Happytime Murders                       | агент Кемпбел          |
| 2020 | мф | Легенди Мортал Комбат: Помста Скорпіона | Mortal Kombat Legends: Scorpion’s Revenge   | Джонні Кейдж (озвучка) |
| 2021 | мф | Легенди Мортал Комбат: Битва королівств | Mortal Kombat Legends: Battle of the Realms | Джонні Кейдж (озвучка) |
| 2021 | ф  | Відчайдушні аферистки                   | Queenpins                                   | Рік Камінські          |
| 2022 | ф  | Сім облич Джейн                         | The Seven Faces of Jane                     | Майкл                  |
| 2023 | мф | Легенди Мортал Комбат: Матч Кейджа      | Mortal Kombat Legends: Cage Match           | Джонні Кейдж (озвучка) |
| 2023 | ф  |                                         | It's a Wonderful Knife                      | Девід Карратерс        |
| 2026 | ф  | Крик 7                                  | Scream 7                                    | Марк Еванс             |

### Серіали
| Рік       |    | Українська назва             | Оригінальна назва                     | Роль                                                        |
| --------- | -- | ---------------------------- | ------------------------------------- | ----------------------------------------------------------- |
| 2000      | с  | Мисливиця                    | The Huntress                          | клоун Квікі (Епізод: "Springing Tiny")                      |
| 2000      | с  | Втікач                       | The Fugitive                          | Кертіс (Епізод: "Far from Home")                            |
| 2001      | с  | Вілл і Грейс                 | Will & Grace                          | Ян (Епізод: "Cheaters")                                     |
| 2004—2015 | с  |                              | The Soup                              | ведучий (618 епізодів)                                      |
| 2005      | с  | C.S.I.: Маямі                | CSI: Miami                            | Грег Вельш (Епізод: "Urban Hellraisers")                    |
| 2007      | с  | Живий за викликом            | Pushing Daisies                       | Гарольд Хандін (Епізод: "Bitches")                          |
| 2007—2009 | мс | Робоцип                      | Robot Chicken                         | різні персонажі (2 епізоди)                                 |
| 2009—2015 | с  | Спільнота                    | Community                             | Джеф Вінґер (110 епізодів)                                  |
| 2011      | мс | Фінеас і Ферб                | Phineas and Ferb                      | нормальний прототип голови (Епізод: "Candace Disconnected") |
| 2012      | с  | Сини анархії                 | Sons of Anarchy                       | Воррен (2 епізоди)                                          |
| 2016—2018 | с  | Цілком таємно                | The X-Files                           | Тед О'Меллі (4 епізоди)                                     |
| 2018      | с  |                              | The Joel McHale Show with Joel McHale | ведучий (19 епізодів)                                       |
| 2018      | с  | П'яна історія                | Drunk History                         | Джордж Корвін / Роберт Елліс Кехілл (Епізод: "Halloween")   |
| 2019      | с  | Королівські перегони Ру Пола | RuPaul's Drag Race                    | гостьовий суддя (Епізод: "Trump: The Rusical")              |
| 2019      | с  | Новобранець                  | The Rookie                            | Бред Хейс (Епізод: "The Shake Up")                          |
| 2020      | с  | Темніють                     | Black-ish                             | у ролі самомго себе (Епізод: "You Don't Know Jack")         |
| 2020—2022 | с  | Старґерл                     | Stargirl                              | Сильвестр Пембертон / Стармен (19 епізодів)                 |
| 2020      | с  | Король тигрів                | Tiger King                            | у ролі самомго себе (Епізод: "The Tiger King and I")        |
| 2020      | с  | Сутінкова зона               | The Twilight Zone                     | Орсон Радд (Епізод: "8")                                    |
| 2020      | с  | Вілл і Грейс                 | Will & Grace                          | Філ (2 епізоди)                                             |
| 2020      | с  | Хто хоче стати мільйонером?  | Who Wants to Be a Millionaire?        | учасник конкурсу (2 епізоди)                                |
| 2021      | с  | Американська домогосподарка  | American Housewife                    | Дойл Бредфорд (Епізод: "The Election")                      |
| 2022—2024 | с  | Ведмідь                      | The Bear                              | шеф-кухар (6 епізодів)                                      |
| 2022      | мс | Любов, смерть і роботи       | Love, Death & Robots                  | сержант Морріс (Епізод: "Kill Team Kill")                   |
| 2023—2025 | с  |                              | Animal Control                        | Френк (31 епізод)                                           |